# Локгарт (Флорида)
Локгарт (англ. Lockhart) — переписна місцевість (CDP) в США, в окрузі Орандж штату Флорида. Населення — 14 058 осіб (2020).

## Географія
Локгарт розташований за координатами 28°37′28″ пн. ш. 81°26′14″ зх. д. / 28.62444° пн. ш. 81.43722° зх. д. (28.624504, -81.437182).  За даними Бюро перепису населення США в 2010 році переписна місцевість мала площу 11,91 км², з яких 11,46 км² — суходіл та 0,45 км² — водойми.

## Демографія
Згідно з переписом 2010 року, у переписній місцевості мешкало 13 060 осіб у 4947 домогосподарствах у складі 3300 родин. Густота населення становила 1097 осіб/км².  Було 5547 помешкань (466/км²).
Расовий склад населення:
| - 63,9 % — білих - 22,7 % — чорних або афроамериканців - 3,7 % — азіатів - 0,5 % — корінних американців - 5,1 % — осіб інших рас |

До двох чи більше рас належало 4,2 %. Частка іспаномовних становила 21,1 % від усіх жителів.
За віковим діапазоном населення розподілялося таким чином: 23,6 % — особи молодші 18 років, 66,8 % — особи у віці 18—64 років, 9,6 % — особи у віці 65 років та старші. Медіана віку мешканця становила 36,2 року. На 100 осіб жіночої статі у переписній місцевості припадало 98,7 чоловіків;  на 100 жінок у віці від 18 років та старших — 95,4 чоловіків також старших 18 років.
Середній дохід на одне домашнє господарство  становив 55 180 доларів США (медіана — 47 618), а середній дохід на одну сім'ю — 59 759 доларів (медіана — 53 995). Медіана доходів становила 40 337 доларів для чоловіків та 32 244 долари для жінок. За межею бідності перебувало 15,4 % осіб, у тому числі 25,3 % дітей у віці до 18 років та 9,6 % осіб у віці 65 років та старших.
Цивільне працевлаштоване населення становило 6987 осіб. Основні галузі зайнятості: освіта, охорона здоров'я та соціальна допомога — 18,1 %, роздрібна торгівля — 17,2 %, фінанси, страхування та нерухомість — 12,3 %, науковці, спеціалісти, менеджери — 11,9 %.